# Període visigot al País Valencià
Els esdeveniments que porten a la desintegració de l'Imperi Romà culminen el segle v amb les invasions bàrbares. Entre la caiguda de l'Imperi Romà i la dominació musulmana, hi passaren els visigots. Des del segle vii fins a la primeria del viii, l'actual territori del País Valencià estigué subjecte al domini vàndal i posteriorment al Regne visigot de Toledo, però pràcticament no hi deixaren petjada.
Les fonts escrites dels segles visigots són la Historia Gothorum, Vandalorum et Suevorum de sant Isidor, que serveix de context general, mentre que Joan de Bíclarum en la seua Chronica ens dona la notícia del desterrament a Valentia d'Hermenegild pel rei Leovigild l'any 584 (Ioh. Bicl. A. 584 3). Els concilis toledans i, sobretot, la Nomina Ovetensis, ja del segle viii, ens faciliten alguns noms de bisbes i de les seues seus.

## La caiguda de l'Imperi Romà
A partir del 409 van entrar a la península Ibèrica sueus, vàndals i alans, i entre el 410 i el 420 hi ha nombrosos testimoniatges de la fugida de molts hispans de les classes acomodades, especialment al nord d'Àfrica. Però la Tarraconense, especialment el litoral, va estar fora de perill i es va aconseguir mantenir en mans de l'Imperi Romà d'Occident gairebé fins al seu final, i és només cap als anys 472-473 ocupada pels visigots d'Euric.

## Incursions dels vàndals al País Valencià
L'Imperi Romà d'Occident, molt ocupat amb les invasions a Itàlia i després pels huns d'Àtila, no va poder prestar massa atenció a Hispània. Els vàndals es van acabar instal·lant a Cartago i es van convertir en la potència marítima preponderant de la Mediterrània occidental: saquejaren Roma el 455 i amb la flota imperial que hi havien capturat, Genseric va aconseguir apoderar-se de bases marítimes de gran valor estratègic per controlar el comerç marítim de la Mediterrània occidental: les Illes Balears, Còrsega, Sardenya i Sicília, i la flota vàndala va derrotar l'any 460 l'esquadra imperial comandada per Majorià ancorada al Portus Illicitanus, com a conseqüència van ser destruïts els navilis romans i destituït l'emperador. Aquest incident reflecteix que la zona litoral hispana va romandre sota domini romà gairebé fins al final de l'Imperi Romà d'Occident.

## El domini visigot al País Valencià
El 472, l'expedició d'Euric, rei dels visigots assentats al sud de França, només va trobar certa resistència entre els aristòcrates romans de Tàrraco i Dertosa, i va acabar amb la submissió de les últimes possessions hispanes de l'agonitzant Imperi Romà d'Occident, que fou destruït en el 476.
El poder visigot en els seus primers moments no sols es va preocupar de pacificar la península, sinó que ja va donar els primers passos per reconstruir d'alguna manera la infraestructura urbana, almenys en alguns llocs clau com Mèrida. A partir d'aquest moment, el domini polític i militar visigot, tot i que sense arribada de nova població, va suposar l'inici d'una llarga etapa de relativa tranquil·litat i reconstrucció, només enterbolida per alguna revolta de la noblesa hispana, eminentment catòlica.
Els visigots eren arrians, però estaven molt allunyats d'Hispània i només van prestar veritable atenció als assumptes de la península quan van haver de refugiar-s'hi després de ser expulsats de les Gàl·lies pels francs en el 507 en la batalla de Vouillé. Però, aquesta instal·lació de nova gent va repercutir escassament en l'àrea mediterrània. Durant el primer terç del segle vi no es pot parlar d'un autèntic estat visigot independent, ja que van estar molt tutelats pel Regne dels ostrogots, per tallar l'expansió dels francs. Aquest període «ostrogot» (507-548) va suposar també l'arribada de gent d'aquesta ètnia per a ocupar els llocs clau i fer-se'n càrrec de la situació. Un d'aquests ostrogots, Teudis, va arribar a ser-hi rei, i gaudí d'un llarg regnat entre 531 i 549.
La llarga etapa que aniria des de l'ocupació nominal visigoda a les guerres civils que van sorgir a la mort de Teudis, amb la conquesta romana d'Orient de les Balears, significaria un dilatat lapse de pau i tranquil·litat. Al mateix temps, es va crear un cert distanciament amb el poder central, unit a la recuperació de moltes ciutats, promoguda pel clergat i la noblesa local, que ara són gairebé la mateixa cosa. Al mateix temps, es va registrar un augment de l'autonomia i el poder de diverses regions, especialment de la Bètica, però en absolut exclusiu d'aquesta província. Però, res de concret sabem de la zona valenciana en aquests anys.